# Fimbristylis schulzii
Fimbristylis schulzii là loài thực vật có hoa trong họ Cói. Loài này được Boeck. mô tả khoa học đầu tiên năm 1874.